# Copa del Atlántico (fútbol)
La Copa del Atlántico es un torneo amistoso de fútbol que se celebra a principios de año en el Algarve (Portugal). En él participan equipos europeos, principalmente de Escandinavia, Rusia y Europa Central, cuyas ligas se suspenden durante las vacaciones de invierno.
El organizador del torneo es el excentrocampista del Benfica y del Arsenal, el sueco Stefan Schwarz, y el antiguo portero inglés del Millwall, Brian Horne. La competición se disputa desde 2011.
La cobertura televisiva es ofrecida por Eurosport y Eurosport 2.

## Palmarés
| Año  | Campeón                   | Subcampeón        |
| ---- | ------------------------- | ----------------- |
| 2011 | IF Elfsborg               | Odense BK         |
| 2012 | FC Midtjylland            | GNK Dinamo Zagreb |
| 2013 | SK Rapid Wien             | Silkeborg IF      |
| 2014 | FC Copenhagen             | Örebro SK         |
| 2015 | FC Dynamo Moscow          | Örebro SK         |
| 2016 | FC Zenit Saint Petersburg | Örebro SK         |
| 2017 | HNK Rijeka                | FK Jablonec       |
| 2018 | Aarhus GF                 | FK Jablonec       |
| 2019 | Red Bull Salzburg         | FK Jablonec       |
| 2020 | Aarhus GF                 | FC Copenhagen     |
| 2021 | No hubo                   | No hubo           |
| 2022 | FC Zenit Saint Petersburg | FC Copenhagen     |

## Títulos por equipo
| Club              | Títulos | Subtítulos | Años campeón | Años subcampeón  |
| ----------------- | ------- | ---------- | ------------ | ---------------- |
| Zenit             | 2       | –          | 2016, 2022   | –                |
| Aarhus GF         | 2       | –          | 2018, 2020   | –                |
| FC Copenhagen     | 1       | 2          | 2014         | 2020, 2022       |
| IF Elfsborg       | 1       | –          | 2011         | –                |
| FC Midtjylland    | 1       | –          | 2012         | –                |
| SK Rapid Wien     | 1       | –          | 2013         | –                |
| Dynamo Moscow     | 1       | –          | 2015         | –                |
| HNK Rijeka        | 1       | –          | 2017         | –                |
| Red Bull Salzburg | 1       | –          | 2019         | –                |
| Örebro SK         | –       | 3          | –            | 2014, 2015, 2016 |
| FK Jablonec       | –       | 3          | –            | 2017, 2018, 2019 |
| Odense BK         | –       | 1          | –            | 2011             |
| Dinamo Zagreb     | –       | 1          | –            | 2012             |
| Silkeborg IF      | –       | 1          | –            | 2013             |

### Títulos por país
| Club            | Títulos | Subtítulos | Años campeón           | Años subcampeón        |
| --------------- | ------- | ---------- | ---------------------- | ---------------------- |
| Dinamarca       | 4       | 4          | 2012, 2014, 2018, 2020 | 2011, 2013, 2020, 2022 |
| Rusia           | 3       | –          | 2015, 2016, 2022       | –                      |
| Austria         | 2       | –          | 2013, 2019             | –                      |
| Suecia          | 1       | 3          | 2011                   | 2014, 2015, 2016       |
| Croacia         | 1       | 1          | 2017                   | 2012                   |
| República Checa | –       | 3          | –                      | 2017, 2018, 2019       |